# Superprestige 2013-2014
La Superprestige 2013-2014, trentaduesima edizione della competizione, si svolse tra il 27 ottobre 2013 e il 15 febbraio 2014.

## Uomini Elite

### Risultati
| # | Data        | Città        | Evento                  | Vincitore        | Leader della Cl. mondiale |
| - | ----------- | ------------ | ----------------------- | ---------------- | ------------------------- |
| 1 | 27 ottobre  | Ruddervoorde | Cyclocross Ruddervoorde | Klaas Vantornout | Klaas Vantornout          |
| 2 | 3 novembre  | Zonhoven     | Cyclocross Zonhoven     | Sven Nys         | Sven Nys                  |
| 3 | 10 novembre | Hamme-Zogge  | Bollekescross           | Niels Albert     | Sven Nys                  |
| 4 | 17 novembre | Gavere       | Cyclocross Gavere       | Sven Nys         | Sven Nys                  |
| 5 | 24 novembre | Gieten       | Cyclocross Gieten       | Niels Albert     | Niels Albert              |
| 6 | 29 dicembre | Diegem       | Int. Veldrit Diegem     | Sven Nys         | Niels Albert              |
| 7 | 9 febbraio  | Hoogstraten  | Vlaamse Aardbeiencross  | Sven Nys         | Niels Albert              |
| 8 | 15 febbraio | Middelkerke  | Noordzeecross           | Tom Meeusen      | Sven Nys                  |

### Classifica generale
| Pos. | Corridore         | Punti |
| ---- | ----------------- | ----- |
| 1    | Sven Nys          | 101   |
| 2    | Niels Albert      | 101   |
| 3    | Tom Meeusen       | 84    |
| 4    | Klaas Vantornout  | 83    |
| 5    | Philipp Walsleben | 77    |

## Donne Elite

### Risultati
| # | Data        | Città        | Evento                  | Vincitore    |
| - | ----------- | ------------ | ----------------------- | ------------ |
| 1 | 27 ottobre  | Ruddervoorde | Cyclocross Ruddervoorde | Helen Wyman  |
| 2 | 10 novembre | Hamme-Zogge  | Bollekescross           | Nikki Harris |
| 3 | 17 novembre | Gavere       | Cyclocross Gavere       | Sanne Cant   |
| 4 | 24 novembre | Gieten       | Cyclocross Gieten       | Helen Wyman  |
| 5 | 29 dicembre | Diegem       | Int. Veldrit Diegem     | Sanne Cant   |
| 6 | 9 febbraio  | Hoogstraten  | Vlaamse Aardbeiencross  | Nikki Harris |
| 7 | 15 febbraio | Middelkerke  | Noordzeecross           | Helen Wyman  |

## Uomini Under-23

### Risultati
| # | Data        | Città        | Evento                  | Vincitore            | Leader della Cl. mondiale |
| - | ----------- | ------------ | ----------------------- | -------------------- | ------------------------- |
| 1 | 27 ottobre  | Ruddervoorde | Cyclocross Ruddervoorde | Mathieu van der Poel | Mathieu van der Poel      |
| 2 | 3 novembre  | Zonhoven     | Cyclocross Zonhoven     | Mike Teunissen       | Mike Teunissen            |
| 3 | 10 novembre | Hamme-Zogge  | Bollekescross           | Mathieu van der Poel | Mike Teunissen            |
| 4 | 17 novembre | Gavere       | Cyclocross Gavere       | Wout Van Aert        | Mathieu van der Poel      |
| 5 | 24 novembre | Gieten       | Cyclocross Gieten       | Mathieu van der Poel | Mathieu van der Poel      |
| 6 | 29 dicembre | Diegem       | Int. Veldrit Diegem     | Mathieu van der Poel | Mathieu van der Poel      |
| 7 | 9 febbraio  | Hoogstraten  | Vlaamse Aardbeiencross  | Wout Van Aert        | Mathieu van der Poel      |
| 8 | 15 febbraio | Middelkerke  | Noordzeecross           | Wout Van Aert        | Mathieu van der Poel      |

### Classifica generale
| Pos. | Corridore            | Punti |
| ---- | -------------------- | ----- |
| 1    | Mathieu van der Poel | 91    |
| 2    | Wout Van Aert        | 81    |
| 3    | Gianni Vermeersch    | 77    |
| 4    | Toon Aerts           | 68    |
| 5    | Tim Merlier          | 67    |

## Uomini Juniors

### Risultati
| # | Data        | Città        | Evento                  | Vincitore       | Leader della Cl. mondiale |
| - | ----------- | ------------ | ----------------------- | --------------- | ------------------------- |
| 1 | 27 ottobre  | Ruddervoorde | Cyclocross Ruddervoorde | Yannick Peeters | Yannick Peeters           |
| 2 | 3 novembre  | Zonhoven     | Cyclocross Zonhoven     | Thomas Joseph   | Thomas Joseph             |
| 3 | 10 novembre | Hamme-Zogge  | Bollekescross           | Yannick Peeters | Thomas Joseph             |
| 4 | 17 novembre | Gavere       | Cyclocross Gavere       | Yannick Peeters | Thomas Joseph             |
| 5 | 24 novembre | Gieten       | Cyclocross Gieten       | Yannick Peeters | Yannick Peeters           |
| 6 | 29 dicembre | Diegem       | Int. Veldrit Diegem     | Yannick Peeters | Yannick Peeters           |
| 7 | 9 febbraio  | Hoogstraten  | Vlaamse Aardbeiencross  | Yannick Peeters | Yannick Peeters           |
| 8 | 15 febbraio | Middelkerke  | Noordzeecross           | Johan Jacobs    | Yannick Peeters           |

### Classifica generale
| Pos. | Corridore        | Punti |
| ---- | ---------------- | ----- |
| 1    | Yannick Peeters  | 90    |
| 2    | Thomas Joseph    | 76    |
| 3    | Thijs Aerts      | 72    |
| 4    | Jelle Schuermans | 53    |
| 5    | Jens Teirlinck   | 52    |